# Carea subtilella
Carea subtilella är en fjärilsart som beskrevs av Embrik Strand 1917. Carea subtilella ingår i släktet Carea och familjen trågspinnare. Inga underarter finns listade i Catalogue of Life.